# Joscelin II di Edessa
Joscelin II di Courtenay (... – Aleppo, 1159) fu il quarto ed ultimo conte di Edessa effettivamente regnante.

## Biografia
Figlio di Joscelin I e di Beatrice d'Armenia.
Il giovane Joscelin fu preso prigioniero nella Battaglia di Azaz nel 1125 e fu poi riscattato da Baldovino II, Re di Gerusalemme.

### Governo della contea
Nel 1131, suo padre Joscelin I fu gravemente ferito durante l'assedio di un piccolo castello, tenuto dai turchi Danishmendidi, a nord-est di Aleppo.
Joscelin II si rifiutò di muovere, con il piccolo esercito di Edessa, contro i Danishmendidi, così Joscelin I, come ultimo atto poco prima di morire, trasportato su una lettiga guidò il suo esercito contro la fortezza di Kaisun, costringendo l'emiro Ghazi II a ritirarsi.
Joscelin II governò il più debole ed isolato degli Stati crociati.
Egli però non aveva la grandezza del padre e distrusse l'opera dei suoi predecessori; all'occasione si immischiò nelle dispute teologiche siriache e risiedette a Turbessel piuttosto che a Edessa.
Nel 1138 si alleò con il Principato di Antiochia e l'imperatore bizantino Giovanni II Comneno per attaccare Zangi, l'atabeg di Aleppo, ma questi li sconfisse.
Tornati ad Antiochia, Giovanni fu costretto a tornare indietro da una rivolta, organizzata da Joscelin, innescata da timori suscitati dal tentativo di Giovanni di estendere il suo controllo al territorio degli Stati crociati del nord.

### Caduta della contea

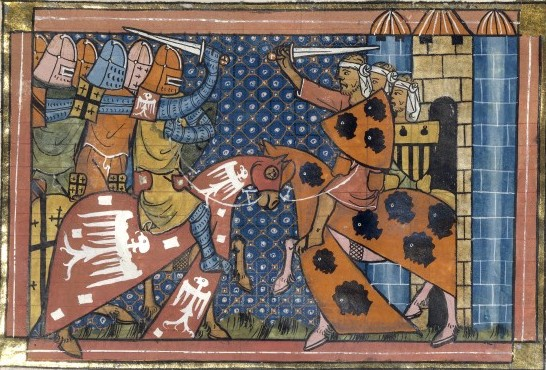
Battaglia di Edessa del 1146.

Nel 1143 morirono sia Giovanni II sia Folco di Gerusalemme, lasciando Joscelin senza alleati in grado di aiutarlo a difendere Edessa.
Peraltro a quell'epoca Zangi aveva già riunito Aleppo e Mosul e cominciava a minacciare Edessa mentre Joscelin II era distratto da un dissidio stretto contro la Contea di Tripoli che, di conseguenza, rifiutò di intervenire in suo aiuto.
L'Atabeg Zangi assediò la città nel 1144 e, nell'assenza del Conte e di una guarnigione sufficiente, se ne impadronì il 24 dicembre dello stesso anno, senza incontrare grandi difficoltà.
Joscelin fuggì a Turbessel da dove continuò a governare i restanti territori ad ovest dell'Eufrate.
Approfittando della morte di Zangi, la popolazione armena di Edessa si rivoltò (27 ottobre 1146) e Joscelin II poté fare ritorno.
Riconquistò tutto tranne la cittadella ma non ricevette aiuti dagli altri Stati crociati e in novembre la sua improvvisata spedizione fu cacciata da Edessa dal figlio di Zangi, Nur al-Din.
Joscelin riuscì a stento a fuggire; la popolazione armena di Edessa fu massacrata, mentre la popolazione siriaca fu espulsa e la città rimase deserta.
Edessa fu il primo Stato crociato a cadere e la sua caduta fu il catalizzatore della Seconda crociata nel 1146, che terminò in un disastro. 

Edessa non fu mai riconquistata, Turbessel cadde in mani musulmane nel 1149, segnando la fine della contea.
Nel 1150 Joscelin II fu catturato da Nur al-Din e fu tenuto prigioniero nella Cittadella di Aleppo fino alla morte nel 1159.

### Matrimonio e discendenza
Sposò Beatrice, vedova di Guglielmo Signore di Saona, che nel 1150 vendette ciò che restava della contea all'imperatore bizantino Manuele I Comneno e si trasferì nel Regno di Gerusalemme, con il tesoro ricavato dalla vendita ed i tre figli:
- Agnese di Courtenay che, dopo aver divorziato da Amalrico I di Gerusalemme, mantenne parte delle terre e delle entrate della Contea di Giaffa ed Ascalona; i suoi figli Baldovino IV e Sibilla, così come il nipote Baldovino V, furono a loro volta monarchi di Gerusalemme.
- Joscelin III rimase solo nominalmente Conte di Edessa, essendo in realtà signore di un piccolo feudo vicino a San Giovanni d'Acri.
- Isabella di Courtenay, nel 1159 sposò Thoros II, principe d'Armenia.

## Ascendenza
|                       |                        |                       | Genitori             |  |  | Nonni                 |  |  | Bisnonni |  |
|                       |                        |                       |                      |  |  | Joscelin di Courtenay |  |  | …        |  |
|                       |                        |                       |                      |  |  | Joscelin di Courtenay |  |  | …        |  |
|                       |                        | …                     |                      |  |  | Joscelin di Courtenay |  |  |          |  |
| Joscelin I di Edessa  |                        |                       |                      |  |  | Joscelin di Courtenay |  |  |          |  |
|                       |                        | Isabella di Montlhery | Guido I di Montlhery |  |  |                       |  |  |          |  |
|                       |                        | Isabella di Montlhery | Guido I di Montlhery |  |  |                       |  |  |          |  |
|                       |                        | Isabella di Montlhery | …                    |  |  |                       |  |  |          |  |
| Joscelin II di Edessa |                        | Isabella di Montlhery |                      |  |  |                       |  |  |          |  |
|                       | Costantino I d'Armenia | Ruben I d'Armenia     |                      |  |  |                       |  |  |          |  |
|                       | Costantino I d'Armenia | Ruben I d'Armenia     |                      |  |  |                       |  |  |          |  |
|                       | Costantino I d'Armenia | …                     |                      |  |  |                       |  |  |          |  |
| Beatrice d'Armenia    | Costantino I d'Armenia |                       |                      |  |  |                       |  |  |          |  |
|                       |                        | …                     | …                    |  |  |                       |  |  |          |  |
|                       |                        | …                     | …                    |  |  |                       |  |  |          |  |
|                       |                        | …                     | …                    |  |  |                       |  |  |          |  |
|                       |                        | …                     |                      |  |  |                       |  |  |          |  |